# Запятая снизу
Запятая снизу (◌̦) — диакритический знак, используемый в румынском языке и Уральском фонетическом алфавите.

## Использование
В румынском языке используется в составе букв Ș и Ț.
В грамматике латгальского языка 1928 года и итоговом варианте Единого северного алфавита обозначала палатализацию.
Используется в стандарте ISO 9 для транслитерации кириллических букв с нижним выносным элементом.
Используется в Уральском фонетическом алфавите для обозначения зубной артикуляции (обозначает зубные согласные с символами альвеолярных согласных и губно-зубные согласные с символами губно-губных согласных).
Ранее использовалась в Международном фонетическом алфавите для обозначения глухих гласных. Была введена в 1904 году, перестала упоминаться с 1928 года и, по-видимому, была исключена.
В проекте международного алфавита Ф. В. Езерского перевёрнутая запятая снизу обозначает носовое произношение.